# Trichosetodes meghawanabaya
Trichosetodes meghawanabaya är en nattsländeart som beskrevs av Schmid 1958. Trichosetodes meghawanabaya ingår i släktet Trichosetodes och familjen långhornssländor. Inga underarter finns listade i Catalogue of Life.